# Joseph Bourke (3e comte de Mayo)
Joseph Deane Bourke, 3e comte de Mayo (1736 - 20 août 1794) est un pair et évêque irlandais qui occupe de hautes fonctions dans l'Église d'Irlande.

## Famille
Il est le deuxième fils de John Bourke (1er comte de Mayo) et de Mary Deane. En 1760, il épouse Elizabeth Meade, fille de Richard Meade, 3e baronnet et de Catherine Prittie. Ils ont quatre fils : John Bourke (4e comte de Mayo), Richard, Joseph et George, et six filles : Catherine, Mary-Elizabeth, Mary-Anne, Charlotte, Louisa et Theodosia-Eleanor. Le fils de Theodosia, Matthew Hale, est le premier évêque de Perth, puis l'évêque de Brisbane.

## Carrière ecclésiastique
Avant son élévation à l'épiscopat, il est Prébendier d'Armagh (1760-1768), Doyen de Killaloe (1768–1772) et recteur de Kilskyre, près de Kells, comté de Meath (1769–1772) et doyen de Dromore (1772).
Il est nommé évêque de Ferns et Leighlin le 7 septembre 1772,. Il est consacré à l'église St. Thomas de Dublin le 11 octobre 1772 ; les consécrateurs sont John Cradock, archevêque de Dublin, Charles Jackson, évêque de Kildare et William Newcome, évêque de Dromore,. Dix ans plus tard, il est transféré à l'archevêché de Tuam par lettres patentes le 8 août 1782,. À la mort en 1792 de son frère, John Bourke, 2e comte de Mayo, il lui succède en tant que 3e comte de Mayo.
Il meurt à Kilbeggan dans le comté de Westmeath le 20 août 1794 et est enterré dans le cimetière de sa famille près de Naas, dans le comté de Kildare.